# أنطون لانس
أنطون لانس (بالسويدية: Anton Lans) (17 أبريل 1991 بليدشوبنغ في السويد - ) هو لاعب كرة قدم سويدي في مركز الدفاع. شارك مع منتخب السويد تحت 21 سنة لكرة القدم. أما مع النوادي، فقد لعب مع غيفلي ونادي إلفسبورغ ونادي فالكنبرغ.

## روابط خارجية
- أنطون لانس على موقع اتحاد السويد (السويدية)
- أنطون لانس على موقع قاعدة بيانات كرة القدم.إي يو (الإنجليزية)
- أنطون لانس على موقع Soccerway.com (الإنجليزية)
- أنطون لانس على موقع AS.com (الإسبانية)